# Articolazione sacro-coccigea
L'articolazione sacro-coccigea, congiunge l'apice del sacro alla base del coccige. Essa è una sinfisi ed il sottile disco fibro-cartilagineo che la costituisce è più spesso anteriormente e posteriormente che non lateralmente. Raramente l'articolazione sacro-coccigea è di tipo sinoviale ed assai più mobile.

## Legamenti

### Legamento sacro-coccigeo anteriore
Allo stesso modo del legamento longitudinale anteriore delle articolazioni intervertebrali scende lungo la superficie pelvica del sacro e del coccige.

### Legamento sacro-coccigeo posteriore
Si divide in un fascio profondo che, allo stesso modo del legamento longitudinale posteriore delle articolazioni intervertebrali, scende lungo la superficie posteriore del corpo della quinta vertebra sacrale e del coccige e in un fascio superficiale che dal contorno dello iato sacrale scende sulla superficie dorsale del coccige completando la parte inferiore della volta del canale sacrale.

### Legamenti sacro-coccigeo laterale
Allo stesso modo dei legamenti intertrasversali delle articolazioni intervertebrali si estendono tra gli angoli infero-laterali del sacro ai processi trasversi del coccige.

### Legamenti intercornuali
Si estendono tra i corni del sacro e quelli del coccige.